# Mystery Street

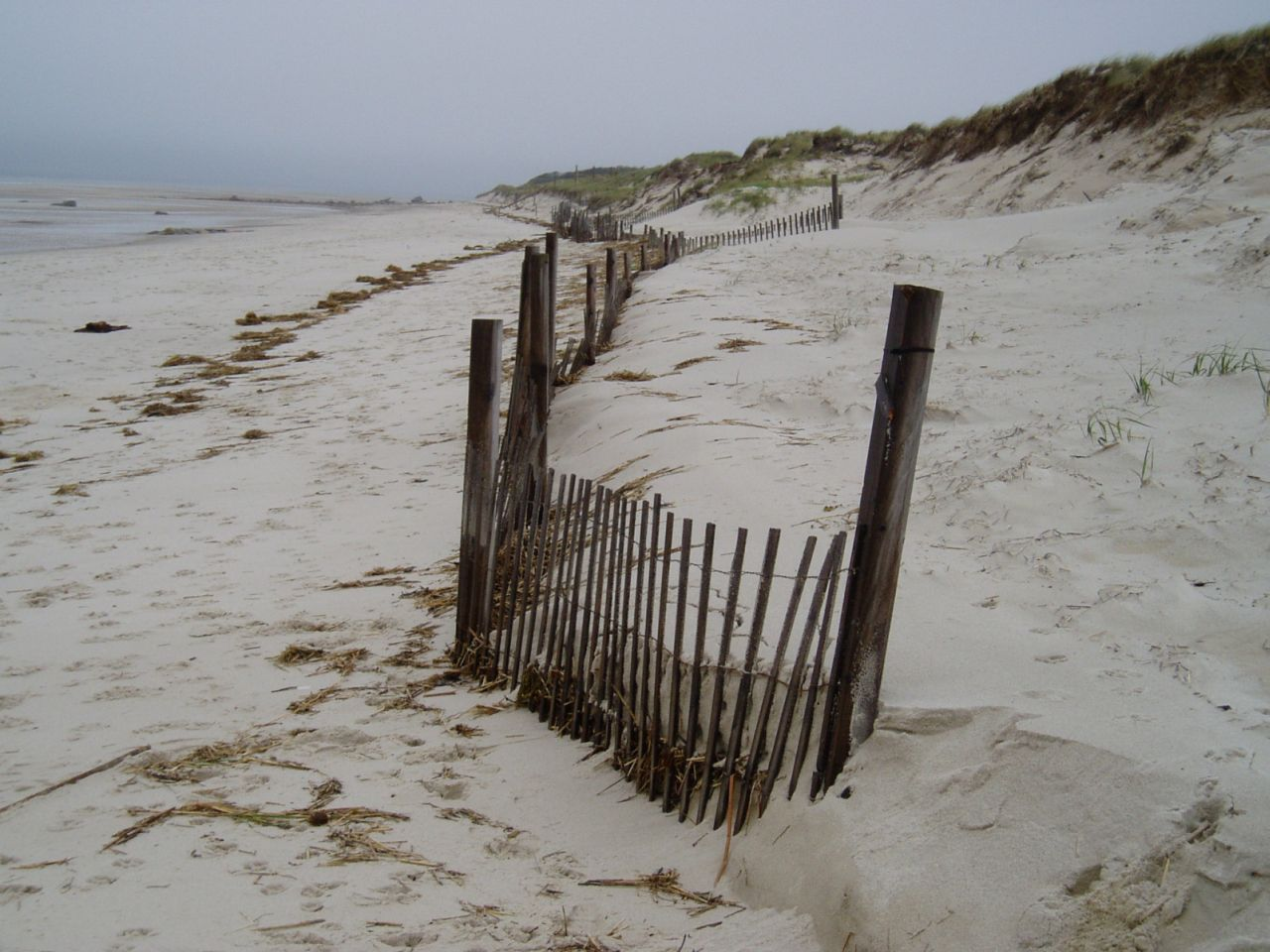
Cape Cod, de plaats delict

Mystery Street is een Amerikaanse film noir uit 1950 onder regie van John Sturges.

## Verhaal
In de duinen van Cape Cod wordt het geraamte teruggevonden van een revuedanseresje dat zes maanden eerder spoorloos verdween. Meteen na de identificatie arresteert rechercheur Peter Morales een verdachte. Alleen het moordwapen ontbreekt nog.

## Rolverdeling
| Acteur            | Personage             |
| ----------------- | --------------------- |
| Ricardo Montalban | Peter Moralas         |
| Sally Forrest     | Grace Shanway         |
| Bruce Bennett     | Dr. McAdoo            |
| Elsa Lanchester   | Mevrouw Smerrling     |
| Marshall Thompson | Henry Shanway         |
| Jan Sterling      | Vivian Heldon         |
| Edmon Ryan        | James Joshua Harkley  |
| Betsy Blair       | Jackie Elcott         |
| Wally Maher       | Tim Sharkey           |
| Ralph Dumke       | Tatoeëerder           |
| Willard Waterman  | Begrafenisondernemer  |
| Walter Burke      | Ornitholoog           |
| Don Shelton       | Officier van justitie |